# Pierre Antoine Durget
Pierre Antoine Durget, né le 24 mars 1745 à Vesoul et mort le 21 novembre 1817 à Vesoul, fut député du Bailliage d'Amont (ancien bailliage qui correspond approximativement à l'actuel département de la Haute-Saône).